# Diurétique épargneur de potassium
Les diurétiques épargneurs de potassium ou  diurétiques hyperkaliémiants sont des substances provoquant l'augmentation de la production urinaire tout en épargnant la perte de potassium. Ils sont aussi appelés diurétiques distaux ou diurétiques du tube collecteur cortical en raison de leurs sites d'action au niveau rénal : le tube contourné distal et le tube collecteur qui sont les deux derniers segments du néphron.
Ils sont de deux types :
- les anti-aldostérones qui inhibent la réabsorption de sodium couplée à la sécrétion de potassium et d'ions H+ stimulée par l'aldostérone. Ils sont représentés par la spironolactone et le canrénoate de potassium ;
- les autres diurétiques distaux qui inhibent la sécrétion de potassium et de protons couplée à la réabsorption de sodium. Ce sont l'amiloride et le triamtérène.

Ils possèdent donc une activité natriurétique, diurétique et antihypertensive modérée. Ces propriétés peuvent renforcer l'action des thiazidiques ou d'autres agents natriurétiques antihypertenseurs.
Leur rôle essentiel est l'épargne de potassium chez les malades soumis à un traitement diurétique, qui pourraient présenter des pertes potassiques excessives, surtout en période de diurèse importante, pendant les traitements au long cours par les thiazidiques ou d'autres diurétiques plus puissants. Cette utilisation en association avec d'autres diurétiques est courante et il existe de nombreuses spécialités renfermant un épargneur potassique associé à un thiazidique ou un diurétique de l'anse.

## Anti-aldostérone
Produits (DCI et spécialités correspondantes) :
- spironolactone (Aldactone) ;
- éplérénone (Inspra)
- canrénoate de potassium (Soludactone).

## Autres diurétiques distaux
- amiloride (Modamide)
- triamtérène (Cycloteriam)